# Anisodes eoraria
Anisodes eoraria är en fjärilsart som beskrevs av Charles Oberthür 1923. Anisodes eoraria ingår i släktet Anisodes och familjen mätare. Inga underarter finns listade i Catalogue of Life.